# یحیی الشهری (بازیکن فوتبال، زاده ۱۹۸۵)
یحیی الشهری (عربی: يحيى الشهري؛ زادهٔ ۱۳ دسامبر ۱۹۸۵) یک ورزشکار اهل عربستان سعودی است.
از باشگاه‌هایی که در آن بازی کرده‌است می‌توان به باشگاه فوتبال الشعله عربستان سعودی، باشگاه فوتبال الوحده عربستان سعودی، و باشگاه فوتبال الحزم عربستان سعودی اشاره کرد.